# Il club dei Vedovi Neri
Il club dei Vedovi Neri (Casebook of the Black Widowers) è una raccolta di racconti gialli scritti da Isaac Asimov, terzo volume dedicato ai Vedovi Neri. La raccolta dei racconti venne pubblicata per la prima volta nel 1980.

## Elenco dei racconti
- La croce di Lorena
- Il buon padre di famiglia
- La pagina sportiva
- L'oggetto mancante
- Domani
- Irrilevanza
- Nessuno è così cieco
- Uno sguardo indietro
- Al più nudo
- Il secondo classificato
- Che ora è?
- Il secondo nome

## Edizioni in italiano
- Isaac Asimov, Il club dei Vedovi Neri, traduzione di Antonio Ghirardelli, A. Mondadori, Milano 1983
- Isaac Asimov, Il club dei vedovi neri, Mondadori-De Agostini, Novara 1991>
- Isaac Asimov, Il club dei vedovi neri, traduzione di Antonio Ghirardelli, Mondadori, Milano 2014